# René Burri

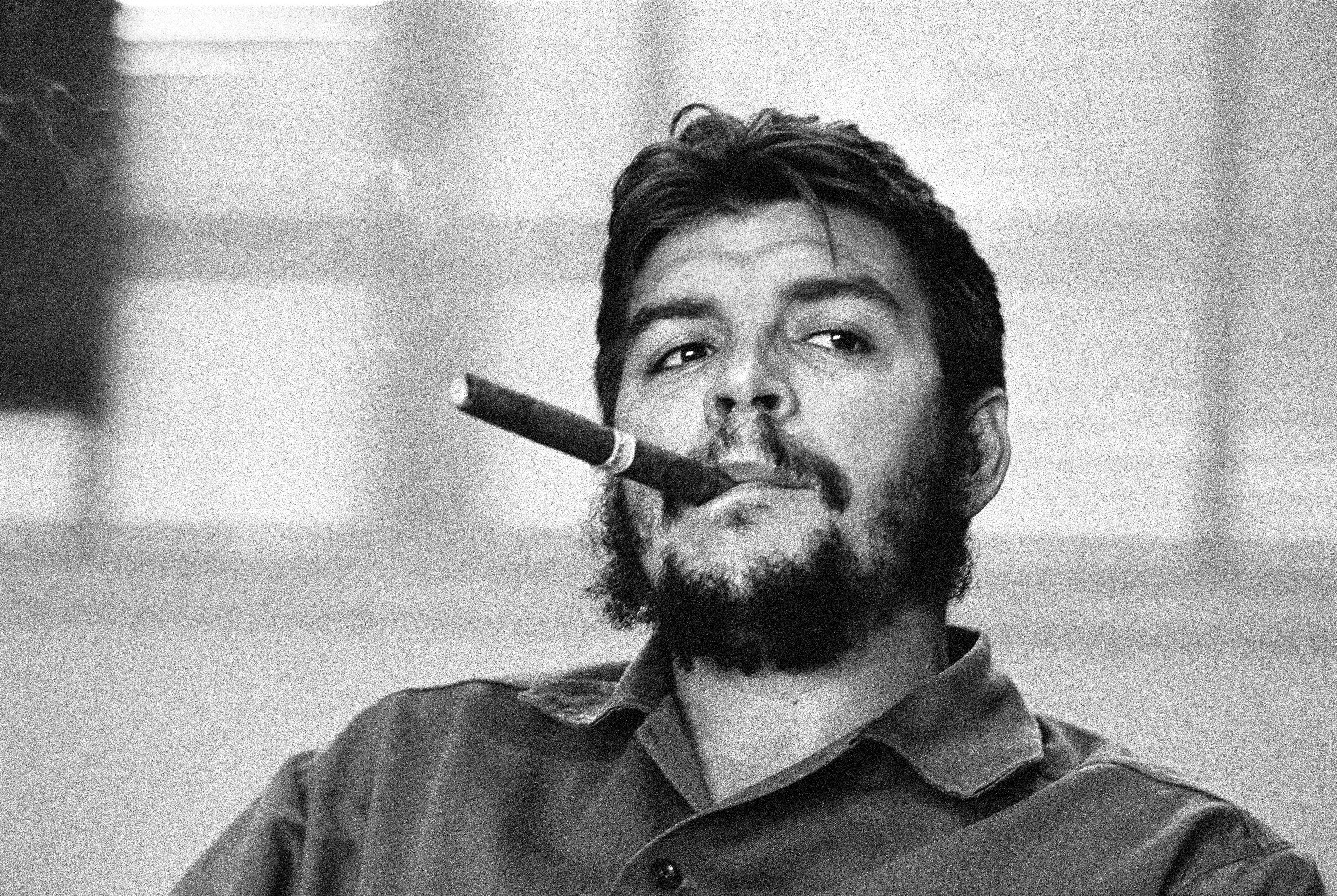
Che Guevara

René Burri (9. dubna 1933, Curych – 20. října 2014 Curych) byl švýcarský fotograf známý svými fotografiemi z oblasti politiky, historických a kulturních událostí a klíčových osobností druhé poloviny 20. století. Je předním fotoreportérem a dokumentaristou.

## Život a dílo
Burri pracoval pro agenturu Magnum Photos, pro kterou fotografoval politické, vojenské a umělecké osobnosti a scény. Do agentury vstoupil v roce 1955 a plným členem se stal o čtyři roky později. Portrétoval například Guevaru, Alberto Giacomettiho nebo Pabla Picassa; nebo dnes již ikonické obrazy ze São Paula a Brazílie.
Své první fotografie zveřejnil ve švýcarských magazínech jako byli například Du, Camera. Později začal vydávat své snímky v prestižních zahraničních časopisech jako byli Look, Paris Match, Life, Stern a GEO.
René Burri se společně se známými fotografy jako Werner Bischof, William Eugene Smith, David Seymour (Chim) podílel v období 1945–1968 na fotografickém stylu, který je označován jako humanistická fotožurnalistika.
René Burri žil a pracoval v Curychu a v Paříži. Zemřel v roce 2014 ve věku 81 let.

## Cykly
Jeho cyklus s názvem Němci ukazuje s jemnou ironií různé typické aspekty německého životního stylu v obtížném období po 2. světové válce i během hospodářského zázraku. Výstava Utopia se vyznačovala hlavně výtvarnými kvalitami netradičních pohledů na moderní architekturu.

## Díla
- Ein amerikanischer Traum: Photographien aus der Welt der NASA und des Pentagon. Greno Verlag, Nördlingen 1986, ISBN 3-89190-742-7
- Die Deutschen. Photographien 1957-1997 Mit Gedichten von Hans Magnus Enzensberger. 3. rozšířené vydání, Schirmer/Mosel, Mnichov 1999 ISBN 3-88814-988-6
- Fotografien. (Texty: Hans-Michael Koetzle). Ed. Phaidon, Berlin, 2003

## Ceny a ocenění
- 2013 – Prix Leica Hall of Fame
- 1998 – Cena Ericha Salomona

## Výstavy
- 1966 China, Galerie Form, Zurich
- 1967 René Burri Retrospective, Art Institute, Chicago
- 1971 50 Photographies de René Burri, Galerie Rencontre, Paříž
- 1972 René Burri Retrospective, Raffi Photo Gallery, New York; Il Diaframma, Milan
- 1980/1981 Die Deutschen, Folkwang Museum, Essen; Galerie Rudolf Kicken, Cologne; Galerie Nagel, Berlín
- 1984/1985 One World, Kunsthaus Zürich, Zurich; Berner Photo-Galerie, Berne; Centre national de la photographie a Palais de Tokyo, Paříž; Musée des arts décoratifs, Lausanne (1985 - 1995 also in New Delhi, Havana, New York, Bratislava a Ostrava)
- 1987 Dans la familiarité de Corbu, Musée de l'Élysée, Lausanne. An American Dream, International Center of Photography, New York
- 1994 Dialogue avec Le Corbusier, Museo de arte moderno de Medellàn, Medellàn (1995 also in Curitiba, São Paulo, Rio de Janeiro, Brasilia a Lima)
- 1995 Le Paříž de René Burri, Centre Culturel Suisse, Paříž 1997 Che, Fnac-Forum, Paříž; Galerie R. Mangisch, Zurich (1997 - 2001 also in Barcelona, Lille a Lisbon)
- 1998 77 Strange Sensations, Villa Tobler, Zurich Die Deutschen, Fotografie Forum International, Frankfurt (1998 - 2003 also in Kaufbeuren, Velbert, Toulouse a Burghausen)
- 2002 Berner Blitz, Galerie Karrer, Zurich
- 2004 René Burri - Rétrospective 1950-2000 Maison européenne de la photographie, Paříž; Musée de l'Elysée, Paříž.
- 2005 Lausanne (také Milan a Zurich) René Burri: Utopia - Architecture et Architecte, Hermès Gallery, New York; Leica Gallery Prague
- 2005 René Burri: Photos de Jean Tinguely & Cie, Musée Tinguely, Basel René Burri: Utopia - Architecture et Architecte, Ausstellungsraum Klingental, Basel
- 2010 I tedeschi. La Germania degli anni Sessanta nelle fotografie di René Burri, Pordenone (Italy), Galleria Sagittaria, Centro Iniziative Culturali Pordenone